# 心腹會
三代目心腹會本部事務所地址位在日本德島縣德島市八万町下福万128-105（尾崎組）；初代本部原址位於德島縣德島市鷹匠町，日本的指定暴力團之一・六代目山口組的2次團體。下部直參11團體。正式成員約340人。

## 略史
心腹會會長，原名為尾崎明治。出身於三代目山口組舍弟・安原政雄所率領的安原會任副會長一職、安原會長在1967年的「第一次頂上作戰」時遭到逮捕，安原會因而解散，該會的殘黨（解散反對派）在同年的12月另組成心腹會。尾崎彰春則在1968年11月、升格為山口組直系組長。2005年8月、被升格為六代目山口組顧問、舍弟。2011年9月，山口組顧問心腹會會長・尾崎彰春引退發表，由其兒子・尾崎勝彥繼（原尾崎組組長）成二代目心腹會會長；原心腹會與尾崎組合併，並沿用二代目心腹會的名稱。

## 歷代會長
- 初代目・尾崎彰春（六代目山口組顧問，原安原會副會長）
- 二代目・尾崎勝彥（六代目山口組若中；原尾崎組組長）
- 三代目・小林良法（六代目山口組若中）

## 最高幹部
（2014年6月）
- 會長・小林良法（六代目山口組若中）
- 理事長・大津和弘（大津組組長）
- 相談役・兒玉忠孝（兒玉組組長）
- 相談役・佐藤正人（佐藤會會長）

### 二代目
（2013年）
- 會長・尾崎勝彥（六代目山口組若中；原尾崎組組長）
- 最高顧問・兒玉忠孝（兒玉組組長、原初代目副會長）
- 理事長・平山 護（勝仁會會長）
- 副會長・前原博志（前原組組長）

## 資料來源
1. ↑  .   [2013-11-02]. （原始内容存档于2013-11-05）.